# Bárczay László
Bárczai Bárczay László (Miskolc, 1936. február 21. – 2016. április 7.) magyar sakkozó, nemzetközi nagymester, levelezési nemzetközi nagymester, sakkolimpikon, sakkolimpián csapatban bronzérmes, egyéniben aranyérmes, kétszeres Európa-bajnoki ezüstérmes, a Magyar Sakkélet szerkesztője, sakkfilozófus, költő.

## Családja
A nemesi származású bárczai Bárczay család sarja. Apja bárczai Bárczay Sándor (1907–1986), huszárhadnagy, ősi nemesi család leszármazottja, földbirtokos volt 300 hold földdel, amelyet a II. világháború után elvettek tőle és kuláknak nyilvánították. Édesanyja, Katzer Margit (1915-2006) volt. Apja Bárczay Sándor maga is sakkozó volt, eredményei az 1920-as évekből ismertek a Magyar Sakkvilág 1927. évi levelezési versenyének IV. csoportjában 1. helyet ért el. Indult Miskolc és Debrecen sakkbajnokságaiban. Az 50-es években feladványszerzéssel is foglalkozott, két feladványa is megjelent a Magyar Sakkéletben. Apai nagyszülei bárczai Bárczay László (1865-1936) császár és királyi kamarás és tűzberki Kóczán Lilla (1879-1944) voltak.

## Sakkpályafutása
A sakkmesteri címet 1957-ben szerezte, nemzetközi mester 1966-ban, nemzetközi nagymester 1967-ben lett.
Első nemzetközi eredményét 1964-ben a Pécsen rendezett Asztalos Lajos emlékversenyen érte el, ahol a 16 résztvevőből az 5. helyen végzett. Ugyanebben az évben megnyerte Budapest sakkbajnokságát. 1967-ben 3. helyezést ért el a Vrnjacka Banja-i zónaversenyen, ezzel bejutott a zónaközi döntőbe.
Hazánkat egyszer képviselte sakkolimpián, 1966-ban Havannában. A csapat legjobb pontszerzőjeként 12-ből 11 ponttal, egyéni aranyérmet szerezve járult hozzá a csapatbronzérem megszerzéséhez. Olimpiai szereplésének emlékét a világon egyedülálló sakkolimpiai emlékmű is őrzi Pakson.
Kétszer volt tagja Európa-Bajnokságon részt vett csapatunknak (1970: Kapfenberg, ezüstérem és 1977: Moszkva, ezüstérem).
Magyar bajnokságon a legjobbja egy holtversenyes 2-3. hely, 1963-ban, és az 1967-ben elért 3. helyezés volt.
Levelezési sakkban 1973-ban lett nemzetközi mester. A Vidmar emlékversenyen (1975–79) elért holtversenyes első helyéért kapta meg a levelezési nemzetközi nagymesteri címet.
A Magyar Sakkélet szerkesztője 1972–76-ig. Az 1999-ben alakult Magyar Internet Sakk Klub (MISKA) létrehozásának ötletadója.

### Játékereje
A Nemzetközi Sakkszövetség (FIDE) nyilvántartása szerint 2005 júliusa óta nem játszott a pontszámításba beleszámítható játszmát. Ekkori utolsó értékszáma 2381 volt. A FIDE által 1972 óta vezetett értékszámlisták alapján legmagasabb értékszámát 1976 januárjában érte el, amikor 2485 ponttal rendelkezett. Legjobb helyezése a világranglistán a 66. volt.
A Chessmetrics historikus pontszámításai szerint a legmagasabb Élő-pontszáma 2582 volt 1969 januárjában, amellyel akkor 84. volt a világranglistán. A legmagasabb egyénileg teljesített teljesítményértéke 2636 volt, amelyet 1969-ben a Rubinstein-emlékversenyen Polanica Zdrojban ért el.

### Kiemelkedő versenyeredményei
- 1. helyezés: Asztalos-emlékverseny, Salgótarján (1967)
- 3. helyezés: Világbajnoki zónaverseny, Vrnjacka Banja (1967)
- 1. helyezés: Szarajevó (1968)
- 1. helyezés: Rubinstein-emlékverseny, Polanica Zdroj (1969)[16]
- 2. helyezés: Bari (1970)
- 2. helyezés: Lublin (1975)
- 2. helyezés: Szolnok (1975)
- 1-2. helyezés: Bajmok (1978)
- 1. helyezés: Decin (1978)[17]
- 1-4. helyezés: Hradec Kralové (1979)
- 2-4. helyezés: Polanica Zdroj (1980)
- 1. helyezés: Astor (1982)
- 1. helyezés: Az első hajón rendezett sakkverseny (1982) (Hamburg—Oslo—Koppenhága—Stockholm—Helsinki—Leningrad—Gdynia—Bornholm—Hamburg)[18]

## Díjai, elismerései
- A Magyar Népköztársaság Érdemes Sportolója (1968)[19]
- Caissa lovagja kitüntetés (a sakkozók életműdíja) (2013)[20][21]